# Abbaye de Villiers-aux-Nonnains
Pour les articles homonymes, voir Villiers.
L’abbaye de Villiers-aux-Nonnains, également connue sous différents vocables Villiers-La-Joye ou Villiers-la-Joie, ou encore Notre-Dame-de-Villiers-aux-Nonnains, était un monastère d'hommes de l'ordre de Saint-Dominique fondé en 1216 puis transféré à des femmes de l'ordre cistercien, refondé en 1220 sur le territoire de l'actuelle commune française de Cerny (Essonne). Il était rattachée au temporel au diocèse de Sens, province de Sens, de 1220 à 1790.

## Histoire
En 1216, sous le règne de Philippe Auguste (1165-1223), le pape Honoré III ayant approuvé l'ordre de Saint-Dominique, celui-ci envoya des disciples de tous les côtés et certains arrivèrent à Villiers où le roi leur donna des terres qu'il dédièrent à saint Romain[Lequel ?], martyr. Jean Briard, seigneur de Breteuil leur donna aumônes et avec l'agrément de son épouse Amicie de Breteuil, les dîmes de bled et de vin qu'il levait chaque année au dit Villiers. Cette donation est de février 1218. Mais en 1220 les pères de cet ordre décidèrent qu'ils ne posséderaient plus de biens immobiliers. C'est donc le 31 mars 1220 que Mathieu, abbé de cet ordre et les religieux du couvent de Paris donnèrent pouvoir au frère Bonon de Saint-Antoine, chapelain en la même ville, de disposer des biens de la congrégation.
Amicie étant devenue veuve demanda à Pierre II de Corbeil, archevêque de Sens, d'accepter la fondation d'une abbaye de moniales cisterciennes à qui elle donnerait ce qu'elle et son défunt mari avaient donné aux frères prêcheurs. L'archevêque accorda la requête au mois de mai 1220, sauf et sans préjudice du droit du curé. Lequel le même mois fixa pour toute la durée de la vie du présent curé du nom de Guillaume, à deux muid de blé, mesure de Paris, un muid de seigle et un muid d'avoine et dix muid de vin mesure d'Étampes ; après la mort duquel ce gros diminuerait au profit des religieuses d'un muid de bled et de cinq muids de vin. Elles obtinrent une charte authentique expédiée sous le sceau de leur chapitre en 1226, sous le règne de Louis VIII et furent comblées de bienfaits par le nouveau roi Louis IX dit Saint Louis, roi de 1226 à 1270. En 1245, l'abbaye reçut en pure et perpétuelle aumône de Pétronille, descendante de Renaud du Plessis, la dîme que celle-ci possédait à La Norville mouvant en premier de Guillaume de Ballainvilliers et en second de Guillaume de Denonville et de Jean de Tigery. Les biens ne cessèrent de s'accroître.
Mais après la guerre de Cent Ans, l'ensemble des terres et des bâtiments étant en ruine, l'abbesse Marie de Bourges afferma tous les biens le 4 février 1456, à Pierre Hersant de La Norville, par bail emphytéotique à trois vies ; pour lui, ses enfants et petits-enfants jusqu'au dernier survivant, moyennant une redevance de trente-deux sols parisis et quatre setiers de blé froment de loyer annuel payables à Châtres, au jour de la Saint-Martin d'hiver. Pierre Hersant et sa femme Alizon étaient par ce bail autorisés à construire sur l'emplacement de l'ancien manoir, une maison et une grange et à toucher à leur profit la moitié des cens, champarts, droitures et rentes, l'autre moitié revenant aux religieuses.
Les religieux gardaient le droit de justice datant de 1257. La supérieure établit un maire à La Norville avec le droit de condamner à l'amende jusqu'à soixante sols parisis. Celui en exercice en 1470 était Jean Bizeau. Sous les seigneurs de Lignières et de La Bretonnière, les religieuses jouirent de ce droit sans encombre. Mais en 1475 sous Pierre Leprince, celui-ci attaqua devant le bailli de Châtres Jean Bizeau qui ayant cité devant son tribunal un berger dont les brebis avaient commis quelques dégâts dans des blés verts et malgré l'ordre de cesser les poursuites Jean Bizeau avait persisté. La sentence du bailli tourna au désavantage des religieuses et Jean Bizeau dut quitter sa mairie.
L'abbesse tenace obtint en 1478 du prévôt de Montlhéry une sentence en faveur de ses droits et en 1480 le bailli de Châtres rendit une sentence contraire à celle de 1475 reconnaissant au nom de l'amiral de Graville, le droit de moyenne et basse justice aux religieuses de l'abbaye, sur La Norville. Mais elles n'obtinrent pas gain de cause contre Pierre Leprince. En 1483 le prévôt de Montlhéry donna encore un avis dans le même sens malgré le désaccord du seigneur de La Bretonnière. Leprince produisit les lettres patentes de Louis XI, datées de novembre 1477, lui accordant les trois degrés de justice sur les terres de La Bretonnière, La Norville, La Briche et Guillerville. Il réussit à faire fermer malgré tout le tribunal des religieuses et destituer le maire.
Le chapitre de Notre-Dame de Paris préleva la dîme à La Norville sur les biens de l'abbaye car elles ne firent plus valoir les biens auxquels il était attaché. Pierre Hersant qui les possédait les paya pendant quarante ans ce qui fit que ceux-ci acquirent ce droit par prescription et cela malgré leurs protestations de 1730 qui viendront trop tard. La chambre des requêtes repoussa leur demande d'exemption.
En 1575, le dernier des petits-enfants de Pierre Hersant étant mort, les religieuses voulurent reprendre leur domaine. La famille Hersant considérant les biens loués par leur ancêtre comme étant leur propriété, ayant arraché et remplacé le bornage des terres, ayant même vendu certaines terres. Une enquête fut diligentée le 24 septembre 1595 par Jacques d'Aumont, le prévôt de Paris de 1593 à 1611. Le 25 octobre 1595, Cordet, sergent royal à La Ferté-Alais en possession de la commission du prévôt, se rendit en compagnie de Gilles de Mornay, prêtre, receveur et procureur de l'abbaye, de Robert Maréchal, procureur au bailliage de Châtres, de Jean Crosnier, laboureur à Leuville et Jean Jouffroy de Montmireau à La Norville où il est reçu de façon désagréable. La famille Hersant soutenue et poussée par le seigneur de La Bretonnière qui souhaitait mettre les biens des religieuses en sa censive, ne se résignait pas.
En 1602 une sentence fut rendue, le prévôt de Paris envoyant les religieuses en possession de leurs biens. Dès le 15 janvier 1603, le frère Guillaume Sabatier put faire acte de propriété et de nombreux habitants rendirent les terres spoliées aux religieuses, dont l'abbé Genty dresse la longue liste dans son ouvrage sur La Norville. Cette même année l'abbesse loua les terres de La Norville pour neuf années à Robert Maréchal, notaire royal à Châtres moyennant une redevance de cinq boisseaux de blé par arpent, mesure de Villiers et une somme de cinquante livres tournois annuellement. Ces terres continuèrent à être mises à bail au cours du temps. De nouveau le 8 avril 1622 le châtelet de Paris rendit une sentence contre Salomon Richard lui enjoignant de restituer trois arpents de terre ou de les payer au prix donné par l'expert. Plus de vingt ans après le premier jugement des terres étaient encore restituées.
L'abbaye avait gardé l'emplacement de l'ancien manoir, qu'elle loua en octobre 1645 à Pierre Delton, laboureur pour deux sols parisis de chef cens, dix livres tournois et deux chapons de surcens, avec réserve de pouvoir le reprendre à chaque mutation. En 1650 avec l'accord de son locataire elle le vendit avec une pièce de terre de deux arpents et demi à Louis Cornillier, marchand bourgeois de Paris pour dix-huit livres quinze sols de rente annuelle rachetable pour trois cents livres à prendre sur la succession de Martin de Mornay en son vivant curé de Cerny. En 1662 les religieuses abandonnèrent la possibilité de rachat pour la somme de deux cents livres payée par les héritiers de Louis Cornillier. Cette famille céda cet emplacement à Pierre Laigle qui en 1690 le céda à Jean-Baptiste Chebarne, officier du roi, ce dernier le céda au marquis de Péry en 1721. Jules Nicolas Duvaucel seigneur de La Norville possédait cette terre qui avait été réunie au potager du château, lui et ses descendants payèrent tous les ans jusqu'en 1792 deux sols parisis de chef cens et dix livres parisis de surcens suivant la convention de 1650 au profit de l'abbaye.
En 1764 l'abbaye dite Gaudium ou abbaye Notre-Dame de la Joye-lès-Nemours ou de la Joie-lès-Nemours, fondée en 1230 par Philippe II de Nemours, près de Saint-Pierre-lès-Nemours, est réunie à l'abbaye de Villiers-aux-Nonnains, par arrêt du conseil qui ordonne cette réunion, suivi d'un décret de l'archevêque de Sens, le cardinal de Luynes ; Paul d'Albert de Luynes et des lettres patentes enregistrées au parlement de Paris, depuis cette date on la nomme Abbaye de la Joie-lès-Villiers, les frères ermites de la forêt de Sénart ont fait l'acquisition de l'abbaye de la Joie-les-Nemours en avril 1766 et y ont installé une communauté semblable à celle de la forêt de Sénart.
Les terres de La Norville étaient louées par Joiteau et Marchand de la ville d'Arpajon pour la somme de deux mille six cents livres pour une superficie de cent treize arpents quatre-vingt perches de terre en seize pièces sur les territoires de La Norville, Avrainville et Arpajon. Déclarés biens nationaux les biens de l'abbaye furent vendus le 17 février 1791 à Goy premier commis des finances, demeurant à Paris, pour le prix de quatre-vingt-quinze mille livres.
Les religieuses avaient planté des arbres d'essences rares qui existent toujours dans le parc de l'ancien couvent, sur lequel fut construit le château de Montmirault, qui fut détruit en 1972, à cet emplacement s'élève le lycée d'enseignement professionnel Alexandre Denis et une partie de son parc est propriété communale et ouvert au public.

## Le temporel
Vers 1237, Jean V Briart(mort en 1248) Sgr de Villiers et avec son épouse Béatrice, Sgr du Saint-Germain-lès-CorbeilVieux-Corbeil, dotent leur fille Isabelle pour son entrée à l'Abbaye en lui assignant la moitié des terres, cens, revenus et autres profits de Montgeron, donation ratifiée par son frère aîné Adam Briart et son beau-frère Étienne de Pénil, époux de sa sœur Ade Briart. L'abbaye possédait à La Norville : 113 arpents 80 perches de terres, leur ferme et manoir de Villiers est, situé devant celui de La Norville et de la maison seigneuriale de Isabeau de Tigery, puis de Jean le Breton, devant le fief des Carneaux Des droits féodaux et des redevances. La dîme en pure et perpétuelle aumône que lui fit Pétronille en 1245 sur La Norville.
Vers 1245, Agnès de Sainville et Guillaume son fils font don d'un manoir à La Norville avec ses dépendances, 60 arpents de terre, 20 sols parisis de menus cens et une pièce de vigne à La Norville.
En 1254, Marguerite de la Borne veuve de Réginald de Garancières leur donne une dîme à La Norville. Pierre de Corfou bourgeois de Châtres et Béatriix sa femme cèdent aux religieuses une pièce de terre à la Rosière.
En 1257, Odeline, veuve de Guillaume de Denonville, donne les droits de Champart et de justice qu'elle avait à La Norville.
En 1258, Nicolas Aveline légua à l'abbaye deux arpents de terre à Mondonville au moment de la prise d'habit de sa fille. Jeanne et Pernelle de Denonville, religieuses de Cîteaux, portent à la maison de Villiers leurs biens et 50 sols parisis de rente seigneuriale payables seulement leur vie durant.
En 1308, l'abbaye achète cinq arpents près du chemin de Marolles.
En 1317, l'abbaye achète à Jean prévôt d'Étréchy, écuyer, un arpent et demi de terre près le chemin de Leudeville et, en 1320, une droiture, une dîme avec les cens et corvées qui en dépendent.
En 1331, elle acquiert de Jean Bouvier un demi-arpent de terre, et en 1336, de Denise Mignot, une quarte de vigne.
Avant la guerre de Cent Ans, les religieuses possédaient à La Norville : un manoir, trois dîmes, une droiture, un droit de champart, un droit de justice, vingt sols parisis de censives, près de cent arpents de terre et deux pièces de vigne en différents champtiers. Après la guerre de Cent Ans, les biens étaient dans un grand abandon, le manoir, les granges, étables et autres bâtiments étaient en ruine.

## Trésor et mobilier
Aujourd'hui conservés dans l'église Notre-Dame de l'Assomption à La Ferté-Alais se trouvent :
- La chaire,
- le banc d'œuvre,
- les stalles,
- un panneau en bois sculpté composant la tribune d'orgues

Un tambour de porte (1642-1643) de l'orgue provient de l'abbaye Notre-Dame-de-Villiers-aux-Nonnains.

## Abbesses
- 1456 - 14?? - Marie de Bourges,
- 1595 - 15?? - Jeanne de la Trémouille, active en 1595,
- 1603 - 16?? - Oudette Closse, en fonction à cette date,
- 1619-1673 - Anne Dorothée d'Argouges en fonction à ces dates,
- 17??  - 1719 - Marguerite Le Cordier du Troncq[6], morte à l'abbaye le 6 décembre 1719[7].

## Religieuses et religieux
- Isabelle Briart, fille de Jean V Briart, vers 1220,
- Jeanne et Pernelle de Denonville, vers 1258,
- Catherine Baillet, religieuse vers 1470, fille de Jean II Baillet, Sgr de Sceaux, conseiller au parlement de Paris, conseiller de Louis XI, rapporteur de la chancellerie et Nicole de Fresnes son épouse,
- Gilles de Mornay prêtre, receveur et procureur de l'abbaye en 1595,
- frère Guillaume Sabatier, père confesseur des religieuses, actif en 1603.

## Personnalités inhumées à l'abbaye
- entre 1076 et 1089 : Anne de Kiev, reine de France de 1051 à 1060, épouse de Henri Ier,
- vers 1220 : Jean III Briart, époux de Euphémie de Berchères, Sgr de Villiers.

### Sources
- Cartulaire de l'abbaye de Villiers-la-Joye
- Pierrefitte-sur-Seine, Archives nationales : Nouvelles découverts pour l'histoire de Franc daté du 22 juin 1682 par le père Menestrier qui donne la description de la pierre tombale d'Anne de Kiev : « ci-gît la dénommée Agnes femme du roi Henri… que par la grâce de Dieu leur(s)âme(s)reposent en paix. » traduction du texte latin.